# Gaunkharka
Gaunkharka (en népalais : गाउँखर्क) est un comité de développement villageois du Népal situé dans le district de Nuwakot. Au recensement de 2011, il comptait 3 180 habitants.